# 佐久臼田インターチェンジ
佐久臼田インターチェンジ（さくうすだインターチェンジ）は、長野県佐久市にある中部横断自動車道のインターチェンジ（地域活性化インターチェンジ）である。
建設中の仮称は臼田インターチェンジ（うすだインターチェンジ）であった。

## 接続する道路
- 直接接続
  - 長野県道121号上小田切臼田停車場線
    - 下小田切バイパス
- 間接接続
  - 国道141号 臼田バイパス
  - 佐久南部広域農道

## 歴史
- 2016年（平成28年）12月27日 : IC名称が「臼田IC」から「佐久臼田IC」に正式決定[1]。
- 2018年（平成30年）
  - 3月18日：八千穂高原IC - 佐久南IC間の開通を祝した「開通記念プレイベント」が本ICをメイン会場に開催[2]。
  - 3月19日 : アクセス道路として、国道141号と同インターチェンジ間に「下小田切バイパス」が開通[3]。
  - 4月28日 : 八千穂高原IC - 佐久南IC間開通に伴い、供用開始[4][5]。

## 周辺

### 教育・行政
- 行政機関・公共施設等
  - 佐久市役所 臼田支所
  - 佐久広域連合北部消防署
  - 長野県佐久建設事務所
  - 佐久警察署臼田警部交番（旧. 南佐久警察署）
  - 佐久市コスモホール・臼田図書館
  - 臼田総合福祉センターあいとぴあ臼田
- 教育機関
  - 佐久市立臼田小学校
  - 佐久市立臼田中学校
  - 長野県佐久平総合技術高等学校 臼田キャンパス（旧. 長野県臼田高等学校）
  - 臼田自動車教習所

### 医療・福祉施設
- 長野県JA厚生連佐久総合病院
- 医療法人 雨宮病院
- 佐久広域連合 老人ホーム勝間園
- 社会福祉法人里仁会 特別養護老人ホームさくら苑

### レストラン・ショッピング
- セブン-イレブン 佐久臼田店・佐久大沢店
- ローソン 臼田店
- ほっともっと 臼田バイパス店
- 養老乃瀧 臼田店
- ツルヤ 臼田店
- ケーヨーデイツー 臼田店
- ファッションセンターしまむら 臼田店、アベイル 臼田店
- ドコモショップ 南佐久店
- 長野ダイハツ 佐久臼田店
- 甲信マツダ 佐久南店

### 金融機関
- 上田信用金庫 臼田支店
- 八十二銀行 臼田支店
- 長野銀行 臼田支店

### 観光
- 臼田宇宙空間観測所
- 龍岡城五稜郭
- 新海三社神社
- 蕃松院 依田信蕃墓所
- 医王寺
- 佐久市川村吾蔵記念館

### 公共交通機関
- JR小海線 龍岡城駅、臼田駅、青沼駅

### その他
- 日本で海から一番遠い地点

## 隣

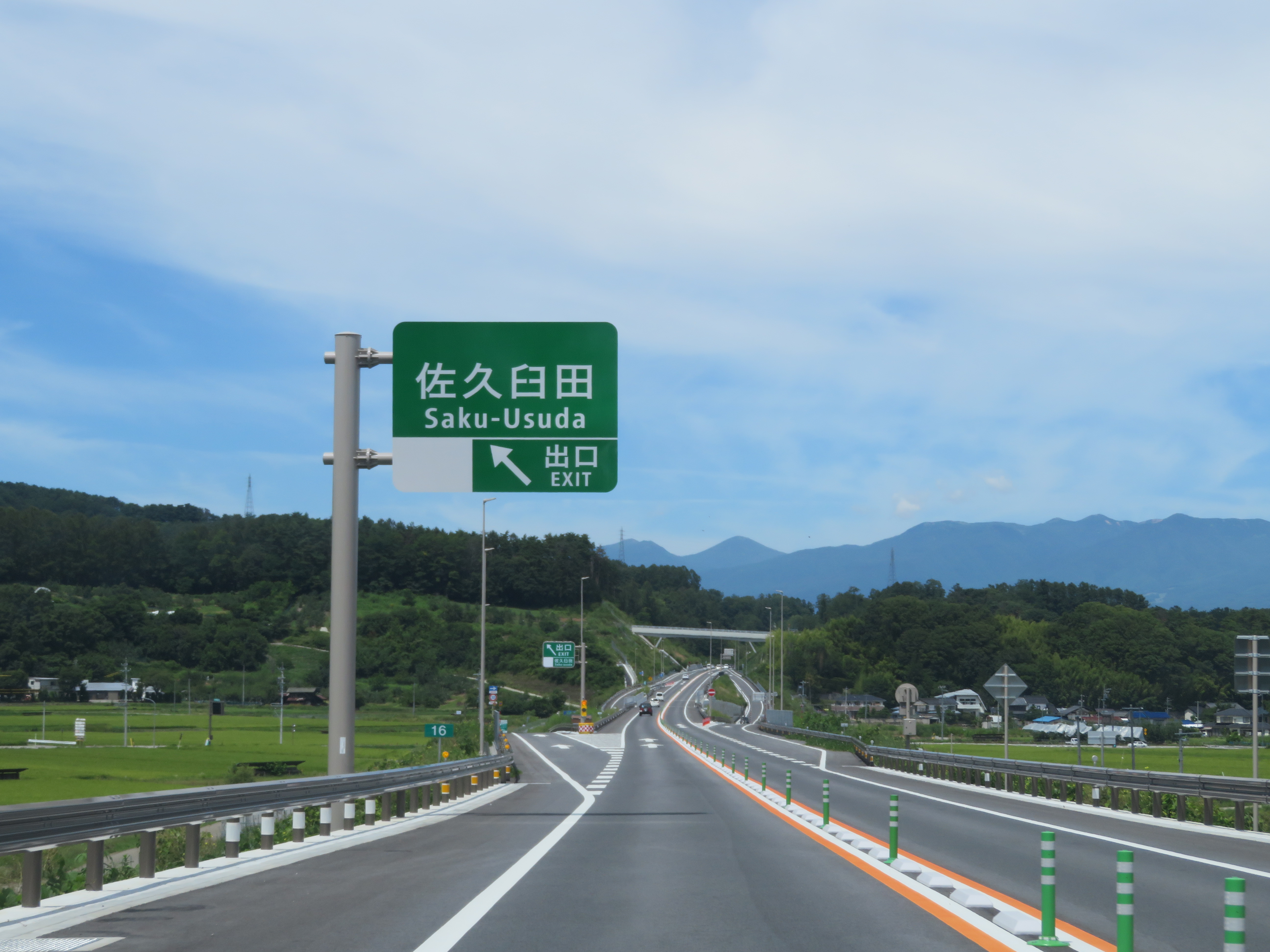
出口付近（八千穂高原方面側から撮影）

E52 中部横断自動車道
佐久穂IC - 佐久臼田IC - 佐久南IC